# NCT 127 ユウタのYUTA at Home
NCT 127 ユウタのYUTA at Home（エヌシーティー いちにーなな ユウタのユウタ アット ホーム）はInterFM897で放送されているラジオ番組であり、NCT 127のユウタがパーソナリティを務める。
番組ハッシュタグは「#YUTA897」 。
番組名にはユウタの部屋に遊びにきて、1週間の疲れを癒しながら、週末を楽しく迎えられるアットホームな雰囲気といった意味が込められている。
韓国からのリモート収録である。

## 放送時間
- 2020年12月4日 - 金曜日23:00 - 24:00
- 2021年4月1日 - 木曜日21:00 - 21:30

## 放送内容

### コーナー
YUTA'S パワープレイ！
テーマに沿った楽曲をTOP 3として紹介する。
YUTAのBETTER DAY
ユウタがリスナーのお悩み相談に乗る。
ボードゲーム企画
ルーレットを回して出たマス目まで進んでクイズ・モノマネ・早口言葉・大喜利にチャレンジする。
- YUTA QUEST！

主人公になりきり、村を襲うドラゴンを倒すために冒険をする。
- ユウタとショウタロウの、夏山冒険旅！

山頂を目指して試練をクリアする。
- YUTA すごろく

テーマにちなんだトークをする。
- YUTAのタイムトラベラー

過去や未来を行き来するYUTAが現在に戻るために冒険に旅立つ。
- YUTAの冬休み大作戦！

1と2だけの数字が書かれたルーレットを回して出たマス目だけ進む。それぞれのマスに書かれている試練をクリアする。
WELCOME TO MY HOME！
ゲストを迎えてトークする。過去に登場したゲスト。
- 東方神起チャンミン（2021年4月29日）
- BoA（2021年12月2日-16日、全3回）
- RYOKI（2022年6月23日-30日、全2回）
- 桜田通（2023年4月20日-27日、全2回）

23時のYUTA・○○時のYUTA
23時にユウタが何をやっていたのか、プライベートの話をする。2021年4月より全国放送に合わせて各局で放送時間が異なるため、さまざまな時間のユウタを紹介する○○時のYUTAが放送されている。
今週のなんでやねん！
ユウタが思わずツッコミたくなるものを紹介する。
ユウタ作文
「ユ」、「ウ」、「タ」の3文字を使って、あいうえお作文を作る。
勝手にユウタ先生
受験生・新生活応援企画。ユウタ先生が受験生や新生活に不安を抱えるリスナーにぴったりの言葉・名言を送り、応援メッセージやアドバイスも届ける。
早口言葉
ユウタにリスナーから募集した早口言葉に挑戦してもらう。
音で遊ぼう
ユウタが色々な音楽クイズに挑戦する。
- 逆回転ゲーム

サビの部分が逆回転で流れる曲当てゲーム。
- 隠れたNCT 127の曲を探し出せ！

3曲同時に流れる曲の中からNCT 127の曲を探し出す。
- 応用編

同時に流れる3曲を識別して名前に数字がつく3組のアーティストの数字を合計して答える。
- つながりクイズ

同時に流れる3曲を識別して3組のアーティストの共通点を答える。
ユウタチャレンジ
ユウタがさまざまなものにチャレンジする。
- 体力テスト

握力計、フラフープ回し、デコピンパンチングマシーン（2022年3月10日）
ペンつかみ、高速足踏み、豆つかみゲーム（2022年10月20日）
YUTAのおかえりテレフォン！
ユウタから番組リスナーに電話をかける生電話企画。
ユウタ怪談
リスナーが体験した怖い話、背筋が凍るような恐怖体験、説明のつかない不思議な話を紹介する。
YUTAアワード
テーマに沿ったリスナーからのエピソードを紹介する。秀逸作品にはユウタから最優秀賞と番組ステッカーをプレゼントされる。
大阪弁クイズ
YUTAならどっち！？　許せる？ 許せない？
色々なシチュエーションやパターンで、ユウタが思う「許せる」「許せない」について考える。
ユウタに知ってほしいニッポンクイズ
知っているとちょっとトクするかもしれない日本に関するクイズに挑戦する。
ユウタとしりとりお手紙
「しりとり」でユウタと1センテンス以内の返事で「手紙」のやりとりをする。
ユウタのHOPEはどっち？
スタッフが用意した「高級な物」と「そうでもない、普通の物」の2つのプレゼントを格付けチェックする。

### 過去のコーナー
YUTAクイズ！
ユウタに関するマニアックなクイズを出題する。正解したらユウタ博士になることができる。
ユウタとショウタロウ 題して ショウユ の夏休みスペシャル！（2021年7月29日-8月12日、全3回）
NCTで2人目の日本人メンバーであるショウタロウをゲストに迎えた夏休みスペシャル企画。
YUTAが選ぶ “Stickerの秋”（2021年9月23日-9月30日）
NCT 127のサードフルアルバム『Sticker』より秋のシチュエーションにぴったりな楽曲を紹介する。
YUTAとRYOKIはどっち!? ハイ＆ロー！（2022年6月30日）
ユウタとRYOKIがどのようなシチュエーションで気分が「ハイ」になるのか「ロー」になるのか相性をチェックする。
YUTAはどっち!?ハイ＆ロー！
ユウタが「ハイ」になるかもしれない「高級食材」と「そうでもない普通の食材」のうちどちらが高級食材なのかをユウタが当てる。
あなたの周りのドジな人（2023年4月27日-5月11日）
ユウタ主演のドラマ『クールドジ男子』にちなんたドジエピソードを募集する。エピソードのドジ具合を「星の数」1から3で判定する。
ラジオでユウ旅
リスナーからのご当地メッセージを紹介し、ラジオを聴きながら旅気分を味わう。ご当地の「おすすめスポット」や「あるある」のほか「グルメ」や「おもしろい方言」などを教えてもらう。

## 関連商品

### コラボレーション

#### サントリー「クラフトボス」とのコラボレーション
サントリーの飲料「クラフトボス」とのコラボムービーがTwitter上で公開された。
- 「NCT 127 ユウタのYUTA at Home～クラフトボスのアフタートーク～」（2022年4月-6月、2023年4月）

コーヒー好きのユウタがサントリーのクラフトボスを片手に気ままにトークする。

#### ディズニープラス
- ディズニープラス（2022年7月7日-10月、2023年7月6日-10月）

ディズニープラスのブランドの中からユウタが毎週一つの作品を選び、あらすじや見どころを伝える。

#### 大塚製薬「ボディメンテ」
- 「ボディメンテ アフターチャット」（2024年1月- ）

ユウタがNCT 127のイメージカラーにピッタリの「ボディメンテ」を飲みながらトークする。

### 書籍
- 『YUTA at Home OFFICIAL BOOK vol.1』（2022年7月、オフィシャルブック）[20]

## アプリ配信
ニュースアプリ・スマートニュースのチャンネルプラスにあるInterFMチャンネルにて、番組では放送されなかったエピソードやスマートニュース限定のコンテンツが配信されている。毎週木曜21時に更新される。

## ネット局
放送時間の早い順から記載。
全局、「radiko」・「radiko.jpプレミアム」で聴取可能。

### 現在
| 放送対象地域   | 放送局名                         | 放送時間               | 放送期間        | 備考   |
| -------------- | -------------------------------- | ---------------------- | --------------- | ------ |
| 岩手県         | エフエム岩手（FM IWATE）         | 毎週木曜 19:30 - 19:55 | 2021年4月6日 -  |        |
| 新潟県         | エフエムラジオ新潟（FM-NIIGATA） | 毎週木曜 21:00 - 21:30 | 2021年4月1日 -  |        |
| [ 注 1 ]       | InterFM897                       | 毎週木曜 21:00 - 21:30 | 2020年12月4日 - | 製作局 |
| 群馬県         | エフエム群馬（FM GUNMA）         | 毎週木曜 21:00 - 21:30 | 2021年4月1日 -  |        |
| 長崎県         | エフエム長崎（FM Nagasaki）      | 毎週木曜 21:00 - 21:30 | 2021年4月3日 -  |        |
| 岐阜県         | エフエム岐阜（FM GIFU）          | 毎週金曜 21:00 - 21:30 | 2021年4月2日 -  |        |
| 山形県         | エフエム山形（Rhythm Station）   | 毎週木曜 21:30 - 21:55 | 2021年4月3日 -  |        |
| 兵庫県         | 兵庫エフエム放送（Kiss FM KOBE） | 毎週木曜 21:30 - 21:55 | 2023年4月6日 -  |        |
| 福井県         | 福井エフエム放送（FM福井）       | 毎週土曜 11:30 - 11:55 | 2022年4月2日 -  |        |
| 岡山県         | 岡山エフエム放送（FM OKAYAMA）   | 毎週土曜 18:00 - 18:30 | 2021年4月3日 -  |        |
| 高知県         | エフエム高知（Hi-Six）           | 毎週土曜 19:30 - 20:00 | 2021年4月3日 -  |        |
| 宮崎県         | エフエム宮崎（JOY FM）           | 毎週土曜 19:30 - 19:55 | 2021年4月3日 -  |        |
| 栃木県         | エフエム栃木（RADIO BERRY）      | 毎週日曜 25:30 - 26:00 | 2021年4月1日 -  |        |
| 滋賀県         | エフエム滋賀（e-radio）          | 毎週月曜 20:00 - 20:30 | 2021年4月5日 -  |        |
| 島根県・鳥取県 | エフエム山陰（V-air）            | 毎週水曜 20:30 - 21:00 | 2021年4月7日 -  |        |
| 福島県         | エフエム福島（ふくしまFM）       | 毎週水曜 21:00 - 21:30 | 2021年4月2日 -  |        |

### 過去
- エフエム大分（Air-Radio FM88）
- エフエム佐賀（FMS）

## オープニング曲
NCT 127とNCT Uの楽曲が用いられており、YUTAの歌唱部分を組み合わせたテーマ曲である。

### 2020年 - 2022年
- Limitless（Japanese ver.）
- Superhuman
- 영웅（英雄; Kick It）
- Wakey-Wakey
- Chain
- From Home

### 2023年 -
- gimme gimme
- 2 Baddies
- Wings（映画『HiGH＆LOW THE WORST X』劇中歌）
- Sticker
- Favorite
- First Love
- From Home